# Pekela

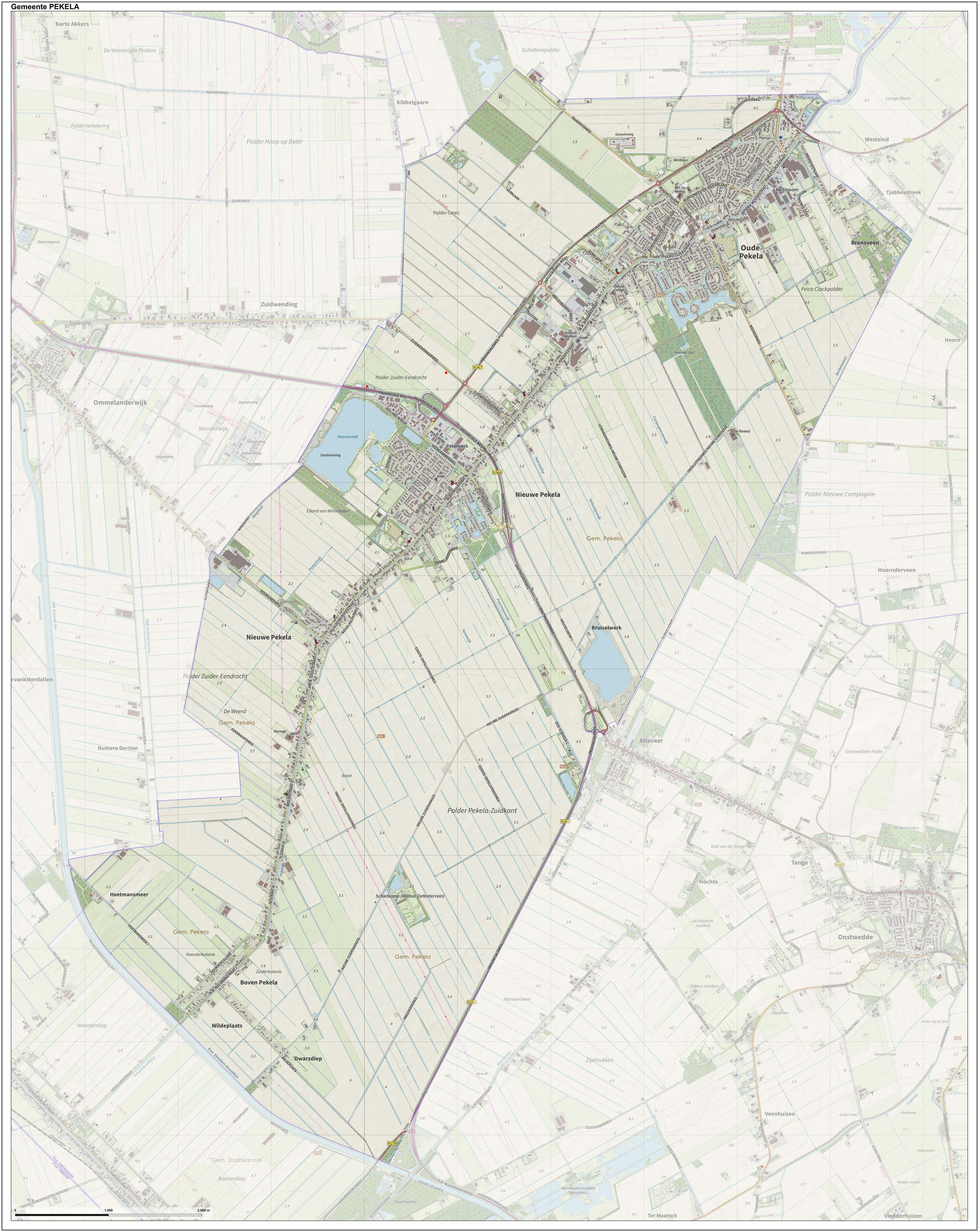
Topografische gemeentekaart van Pekela, september 2022

Pekela (uitspraakⓘ; Gronings: Pekel; inwoners per 1 januari 2024: 12.519, bron: CBS) is een gemeente in Noord-Nederland, in de provincie Groningen. Per 1 januari 2020 was het inwonertal 12.199, een kleine daling van 15 personen ten opzichte van een jaar eerder. De gemeente beslaat een oppervlakte van 50,22 km². Pekela is ontstaan door de samenvoeging van Oude Pekela en Nieuwe Pekela per 1 januari 1990. Per 1 december 2010 is Pekela ambtelijk gefuseerd met Veendam. Deze fusie is per 1 januari 2021 beëindigd. De ambtelijke organisatie was de gemeenschappelijke regeling De Kompanjie.

## Geschiedenis
Pekela is een typische veenkoloniale gemeente. De geschiedenis van de gemeente geeft dan ook een mooi voorbeeld van de verschillende ontwikkelingsfasen van de doorsnee veenkolonie. Maar er is ook een geschiedenis die teruggaat naar voor de periode dat het veen zich heeft gevormd. Bij het Hoetmansmeer zijn bij archeologische opgravingen vondsten gedaan die erop wijzen dat in de streek rond de Pekel A al zo'n 7000 jaar geleden sprake was van menselijke bewoning.
De naam Pekela wordt in de regel afgeleid van pekel ('zout of brak water') met het woord A ('rivier, waterloop'). Door de inbraak van de Dollard verziltte de monding van het riviertje dat hier uit het hoogveen in zee stroomde. Volgens een zestiende-eeuwse overlevering was in 1418 voor het eerst de werking van eb en vloed tussen Winschoten en Blijham merkbaar.
De geschiedenis van Pekela begint met de bouw van het kasteel de Pekelborg door de stad Groningen omstreeks 1482. De kroniekschrijver Sicke Benninge spreekt rond 1530 het slot by de Pekell. In 1482 is sprake van de Pekelbrugge en land op de Pekelham ('een hoek land bij de Pekel'), in 1483 de Peeckelborch, in 1522 de weg over het Pekelmoer, in 1536 het Peckelmoir en pas in 1566 wordt de rivier Pekell Ae vermeld. Inmiddels waren de inwoners van het Winschoter Zuiderveen al begonnen met het afgraven en verkopen van turf, die via de Pekel A werd afgevoerd. In Emden werd in 1514 turf uit het Wold-Oldambt aangevoerd. Later zijn er veel meer berichten.
De geschiedenis van het huidige dorp Oude Pekela begint in 1599 als enkele Hollandse en Friese kooplieden de Pekelcompagnie oprichten en enige veengronden langs de Pekel A in het Bourtangermoeras aankopen om dit te ontginnen voor de turfwinning. In de jaren daarna koopt de stad Groningen vrijwel alle gronden op en neemt de turfwinning grootschalig ter hand.
De ontginning gaat van beneden naar boven, oftewel, deze begint aan de benedenloop van de Pekel A en gaat dan naar het zuiden. Hoe zuidelijker men komt hoe meer de Pekel A gekanaliseerd wordt. Uiteindelijk wordt dit het Pekelderdiep.
De stad Groningen bepaalt dat de streek niet alleen voor turfwinning mag dienen. De verveners zijn verplicht na het afgraven de gronden in te richten voor de landbouw. De stad stelt daarbij de stadsdrek als meststof beschikbaar. De gronden blijven in handen van de stad en worden uitgegeven in een aangepaste vorm van het beklemrecht. De huurders worden daarom stadsmeijers genoemd. Het stadsmeierrecht is inmiddels beëindigd.
Het vervoer geschiedt grotendeels over het water. Dat stimuleert zowel de scheepsbouw, als de scheepvaart. Pekela ontwikkelt zich met Veendam tot het centrum van de veenkoloniale vaart.
Begin 18e eeuw werd het langgerekte dorp gesplitst in de twee afzonderlijke dorpen: Oude Pekela (tot dan toe 'Beneden Pekela' geheten) en Nieuwe Pekela ('Boven Pekela').
In de landbouw zijn in eerste instantie rogge en haver de hoofdgewassen, maar de grond blijkt toch te arm. Vanaf 1870 wordt massaal overgeschakeld op de fabrieksaardappel. Dat stimuleert het ontstaan van verwerkende industrie. Daarbij ontstaat in Oude Pekela, dat dichter bij de graanschuur van het Oldambt ligt, de kenmerkende strokartonindustrie.
Vanaf de zestiger jaren van de twintigste eeuw begint de neergang. De landbouw stoot steeds meer personeel af, de industrie wordt steeds verder gemechaniseerd. Bij de daardoor noodzakelijke reorganisaties komt het in Pekela meermalen tot felle stakingsacties waarbij de in Oude Pekela geboren voorman van de vroegere CPN Fré Meis een grote rol speelt. Hij kan de teloorgang van de industrie echter niet tegenhouden.
In de eenentwintigste eeuw krijgt Pekela te maken met een sterke bevolkingsdaling. Al voor het jaar 2000 worden grote aantallen huurwoningen gesloopt in de herstructureringsperiode. De levensvatbaarheid als zelfstandige gemeente is een discussie. De provincie Groningen zet in op een grote Veenkoloniale gemeente die gevormd zou moeten worden uit Stadskanaal, Veendam en Pekela. Lang blijft dit scenario in beeld en krijgt Pekela waarnemers als burgemeester totdat de provincie afziet van de herindeling en Jaap Kuin als burgemeester wordt beëdigd. Pekela is op dit moment de kleinste gemeente op het vasteland van Noord-Nederland qua inwonertal.

## Politiek

### Gemeenteraad
De gemeenteraad van Pekela bestaat uit 15 zetels. Hieronder de behaalde zetels per partij bij de gemeenteraadsverkiezingen sinds 1998:
| Gemeenteraadszetels             | Gemeenteraadszetels | Gemeenteraadszetels | Gemeenteraadszetels | Gemeenteraadszetels | Gemeenteraadszetels | Gemeenteraadszetels | Gemeenteraadszetels |
| Partij                          | 1998                | 2002                | 2006                | 2010                | 2014                | 2018                | 2022                |
| ------------------------------- | ------------------- | ------------------- | ------------------- | ------------------- | ------------------- | ------------------- | ------------------- |
| Samen voor Pekela               | -                   | -                   | -                   | 4                   | 3                   | 3                   | 3                   |
| SP                              | -                   | -                   | 3                   | 3                   | 4                   | 4                   | 3                   |
| PVV                             | -                   | -                   | -                   | -                   | -                   | 2                   | 2                   |
| PvdA                            | 6                   | 6                   | 7                   | 3                   | 2                   | 2                   | 2                   |
| CDA                             | 2                   | 3                   | 2                   | 1                   | 2                   | 2                   | 2                   |
| GroenLinks                      | 4                   | 3                   | 1                   | 2                   | 1                   | 1                   | 2                   |
| VVD                             | 2                   | 2                   | 1                   | 2                   | 1                   | 1                   | 1                   |
| Verenigde Communistische Partij | -                   | -                   | -                   | -                   | 1                   | -                   | -                   |
| ChristenUnie                    | 1                   | 1                   | 1                   | -                   | 1                   | -                   | -                   |
| Totaal                          | 15                  | 15                  | 15                  | 15                  | 15                  | 15                  | 15                  |

- Raadsgriffier: S. Kromkamp
- Plaatsvervangend raadsgriffier: L. Pauli

### College van B&W
Het college van burgemeester en wethouders bestaat in de periode 2018-2022 uit:
- Burgemeester: Jaap Kuin (PvdA); Openbare orde en veiligheid, Coördinatie en communicatie, Financiën, Integratie, Intergemeentelijke samenwerking, Vergunning en Handhaving[4][5]
- Wethouder en eerste locoburgemeester: Hennie Hemmes (SP); Sociale zaken en werkgelegenheid, Economische zaken, Wonen en leefbaarheid, Centrumplan, Herindeling[6]
- Wethouder en tweede locoburgemeester: Jaap van Mannekes (Samen voor Pekela); Ruimtelijke Ordening en openbare werken, Verkeer en vervoer, Milieu, duurzaamheid en energie, Recreatie en toerisme, Cultuur[7]
- Wethouder en derde locoburgemeester: Henk Busemann (PvdA) (tot 17 december 2020), Bé Schollema (PvdA) (per 4 maart 2021); Zorg, Welzijn, Onderwijs, Sport[8][9][10]
- Gemeentesecretaris: Jan van der Woude[11]

## Indeling
De gemeente Pekela bestaat uit de volgende plaatsen: Alteveer (gedeeltelijk), Boven Pekela, Bronsveen, Hoetmansmeer, Nieuwe Pekela, Oude Pekela.

## Aangrenzende gemeenten
| Aangrenzende gemeenten | Aangrenzende gemeenten | Aangrenzende gemeenten | Aangrenzende gemeenten | Aangrenzende gemeenten |
| ---------------------- | ---------------------- | ---------------------- | ---------------------- | ---------------------- |
|                        |                        | Oldambt                |                        |                        |
|                        |                        |                        |                        |                        |
| Veendam                | Westerwolde            |                        |                        |                        |
|                        |                        |                        |                        |                        |
|                        |                        | Stadskanaal            |                        |                        |

## Partnergemeente
- Großefehn, Duitsland, sedert 2004

## Galerij

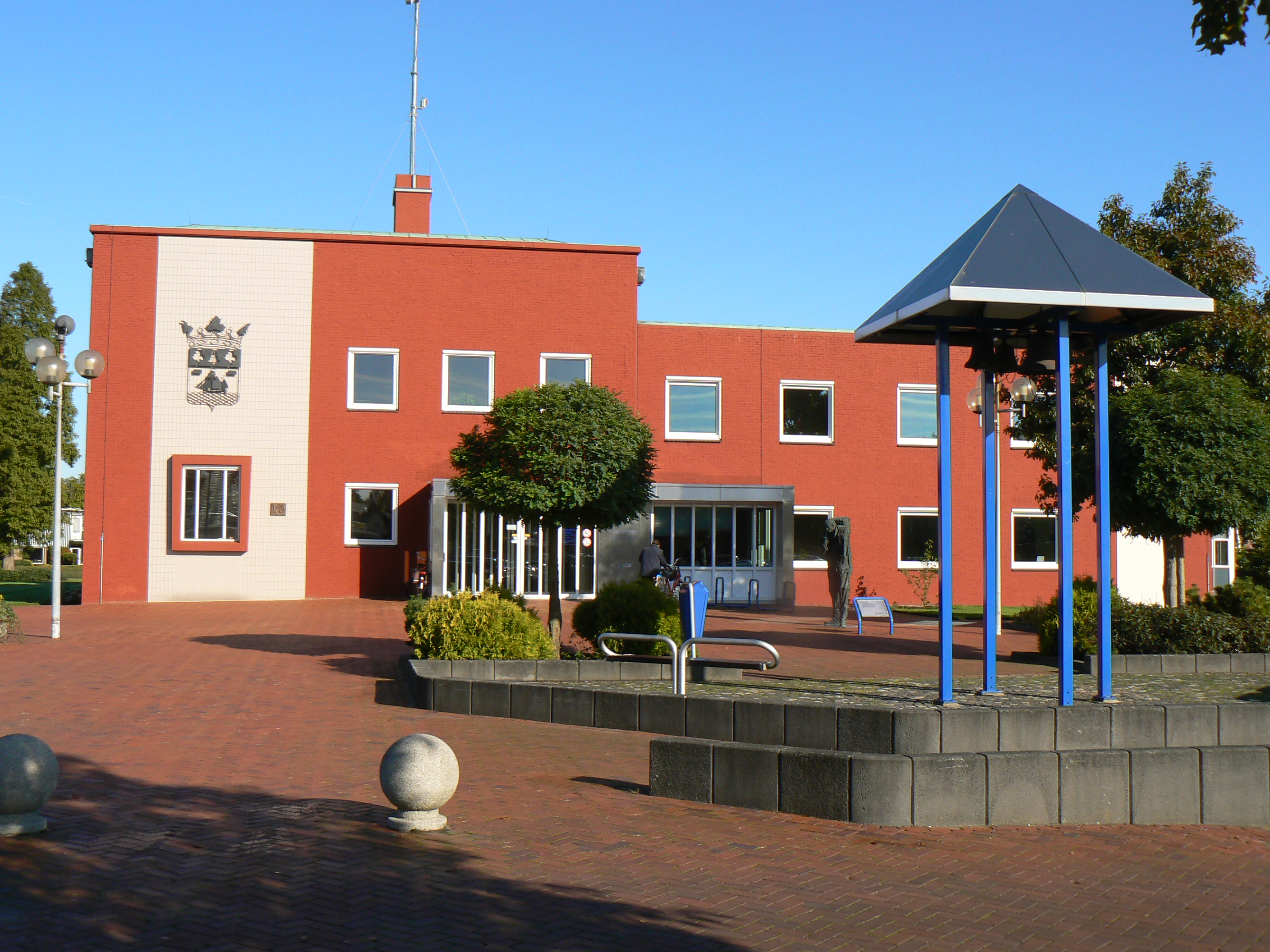
Gemeentehuis
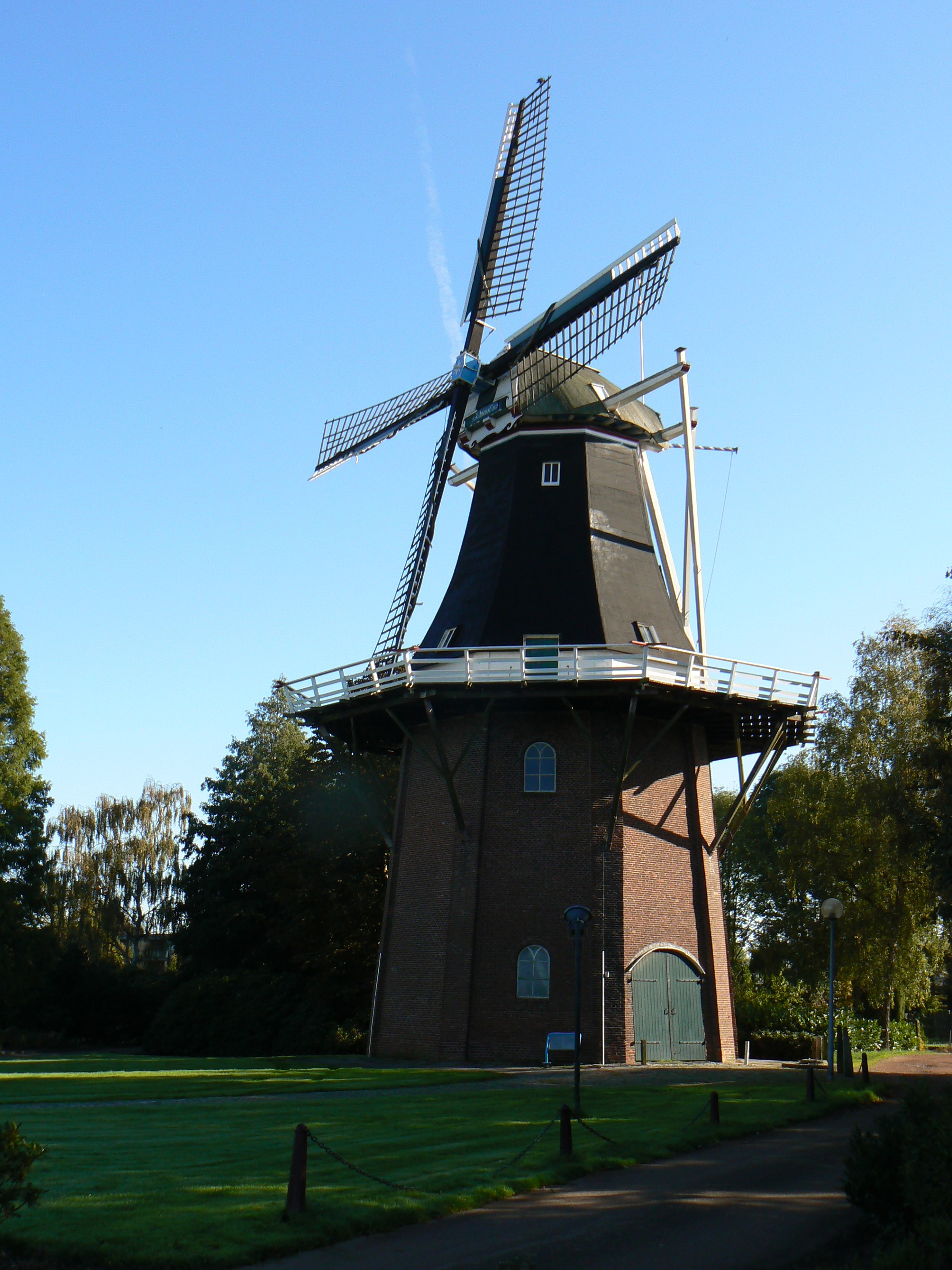
Koren- en Pelmolen De Onrust (1851)
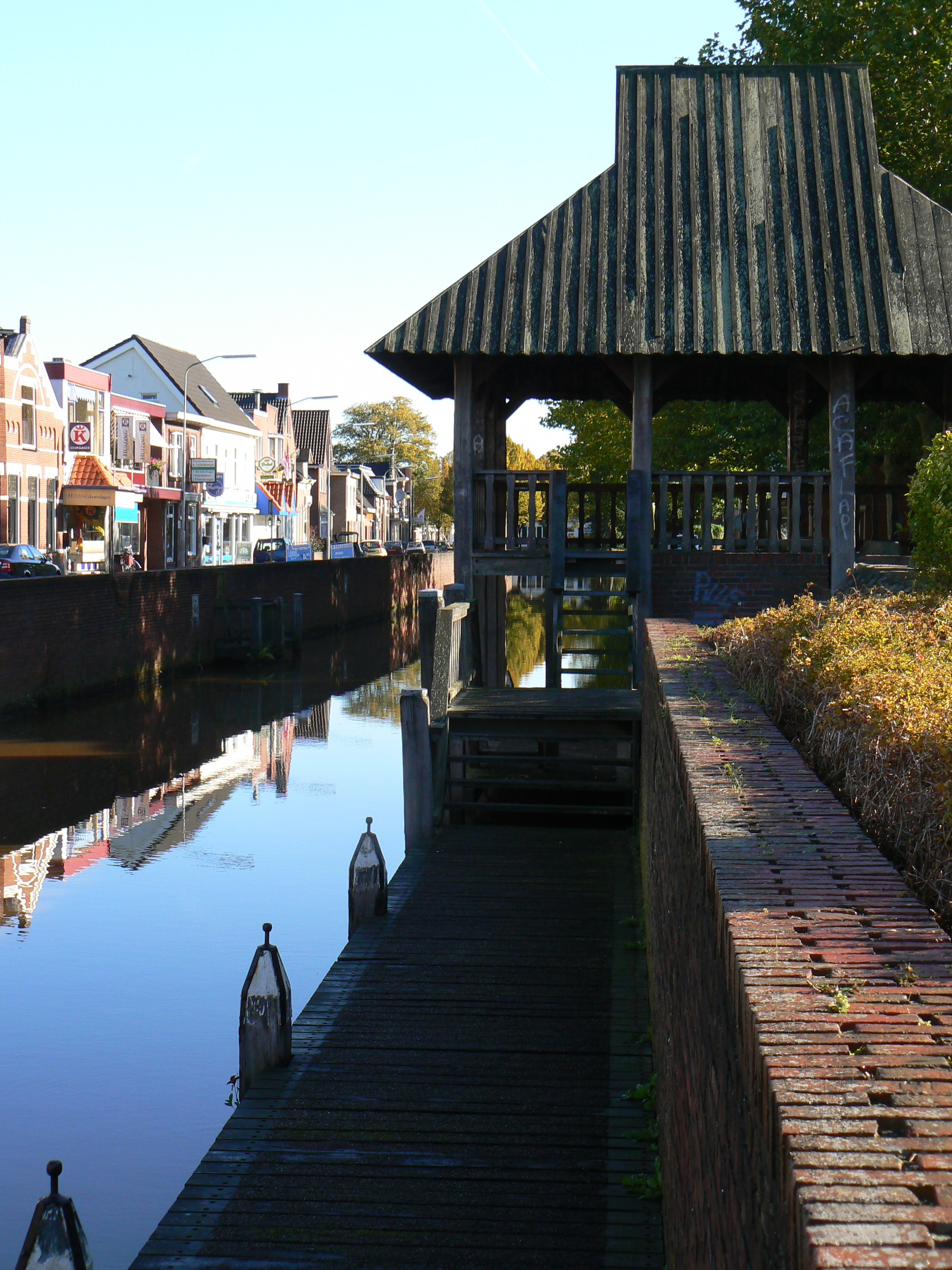
Proathuus
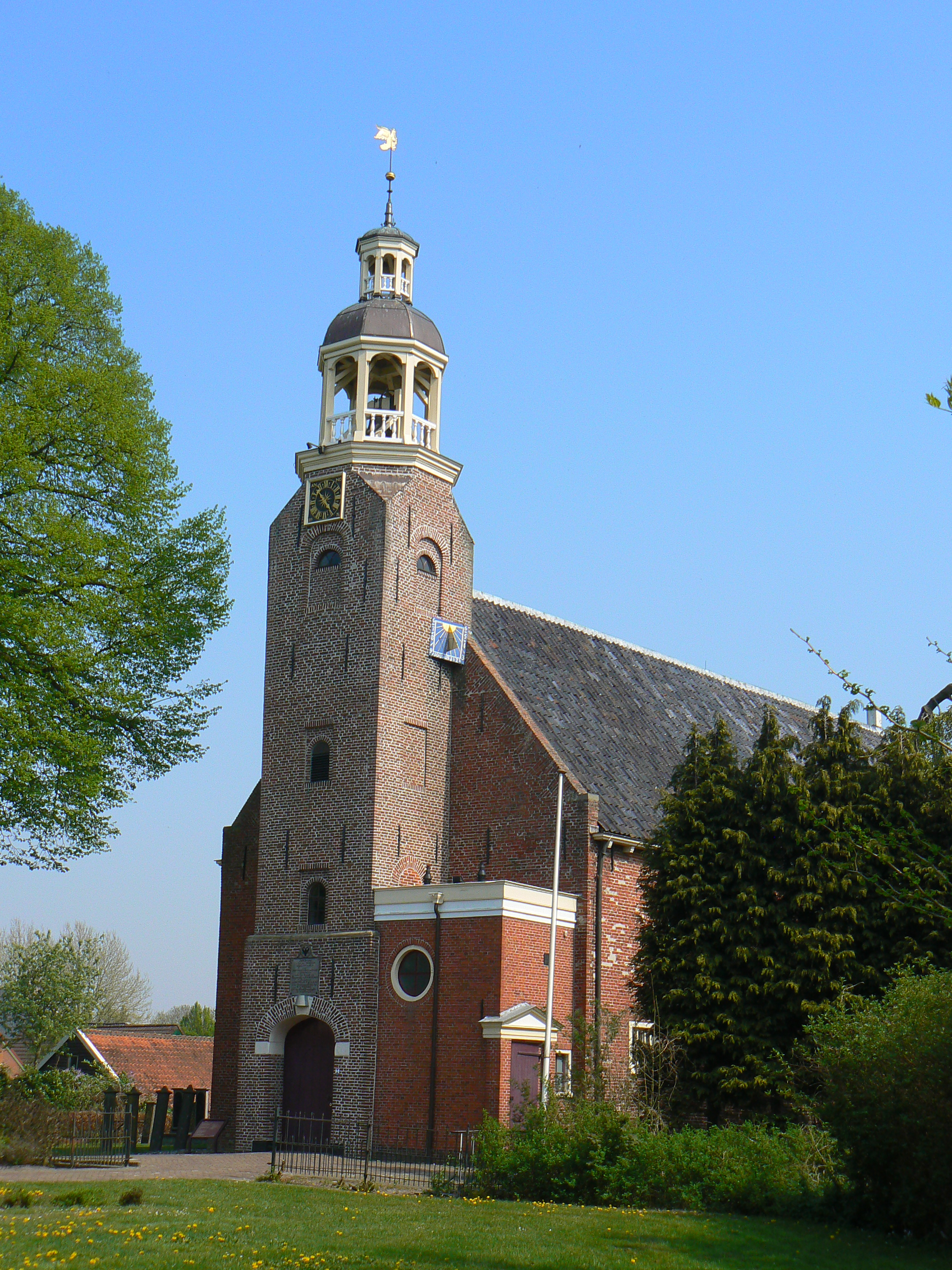
Hervormde Kerk (1683/6) en toren (1804)

## Kunst in de openbare ruimte

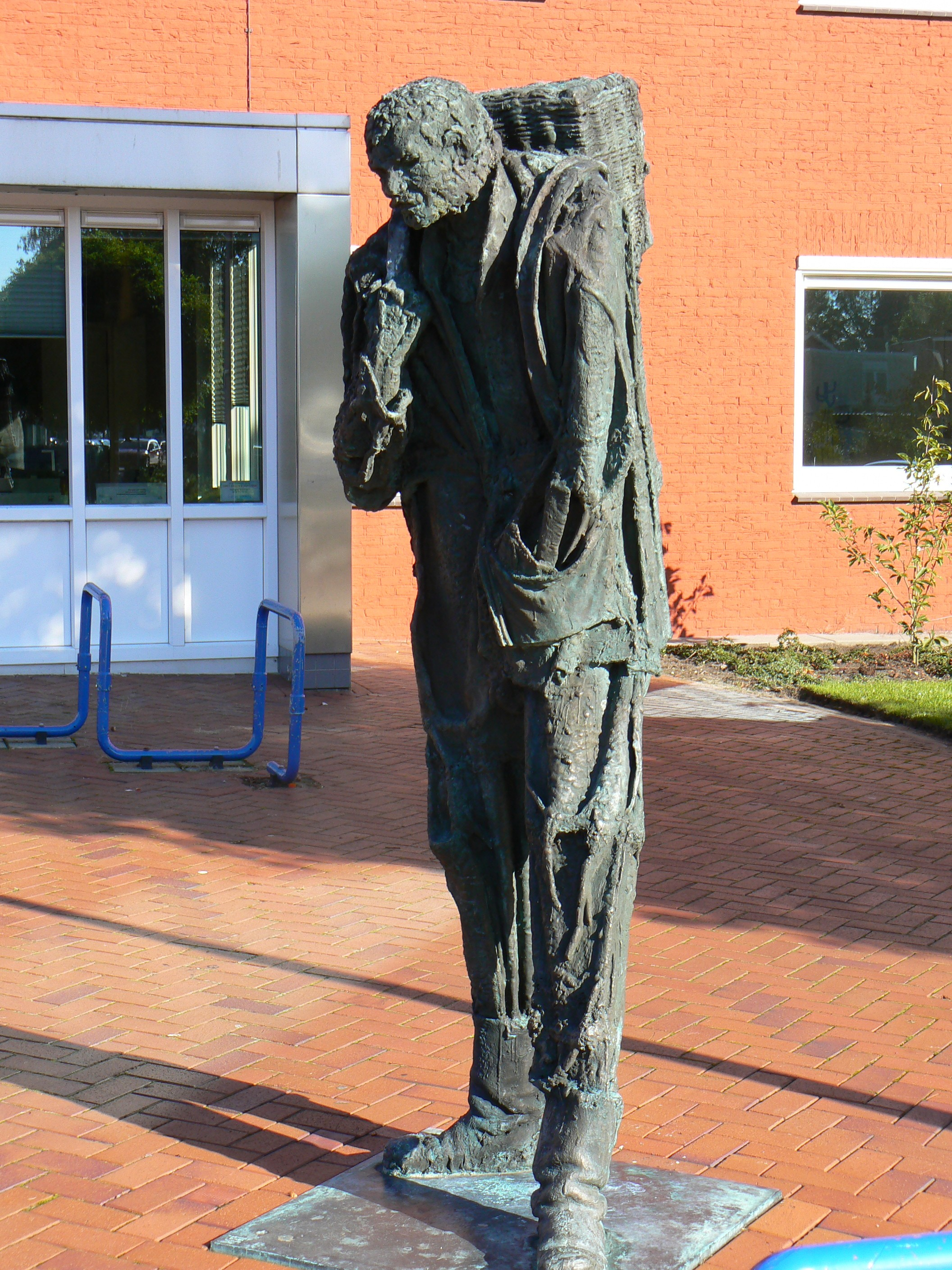
De Kiepkerel (1986), Hans Mes
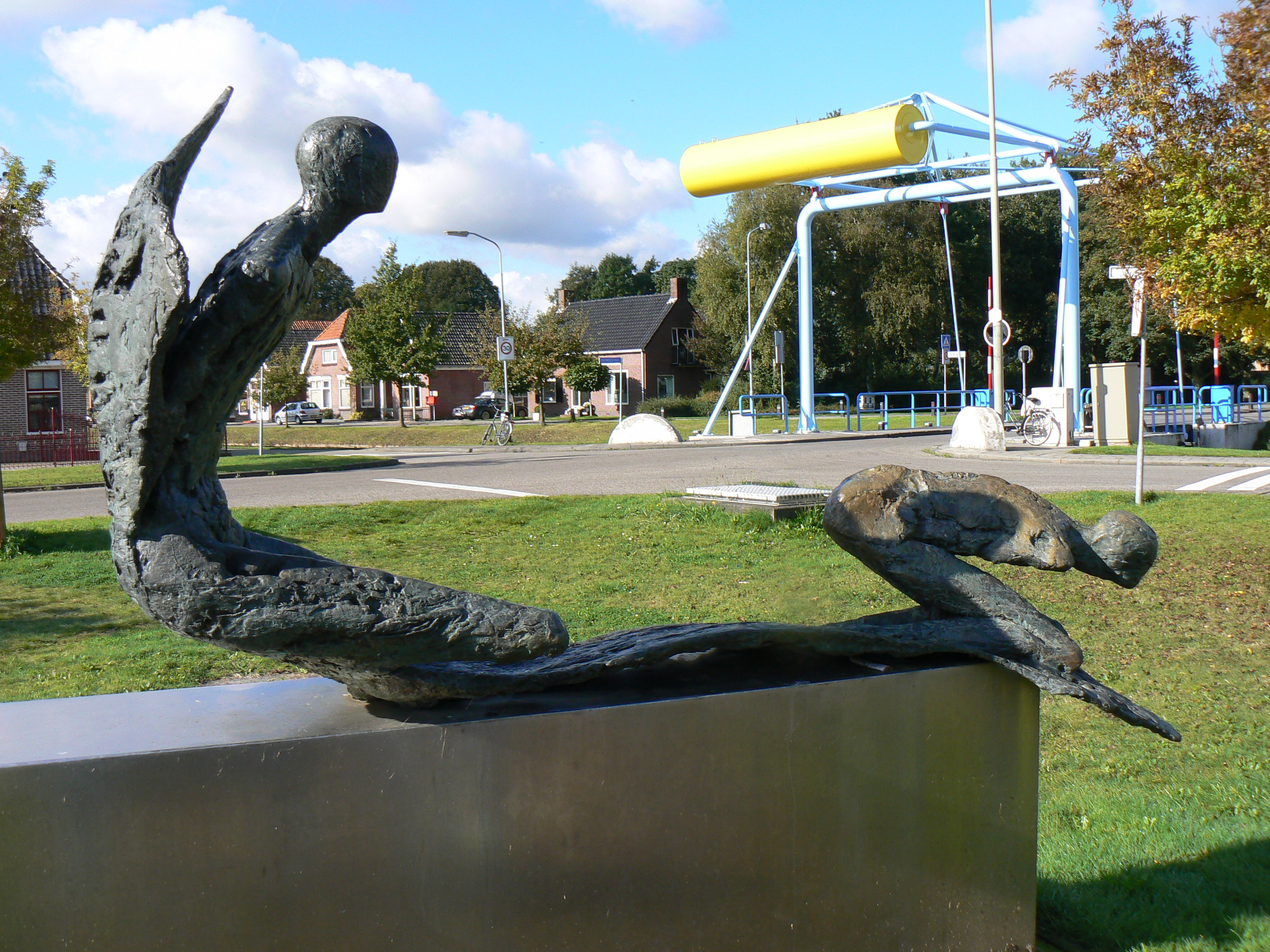
Cirkelgang (1989), Jan Steen
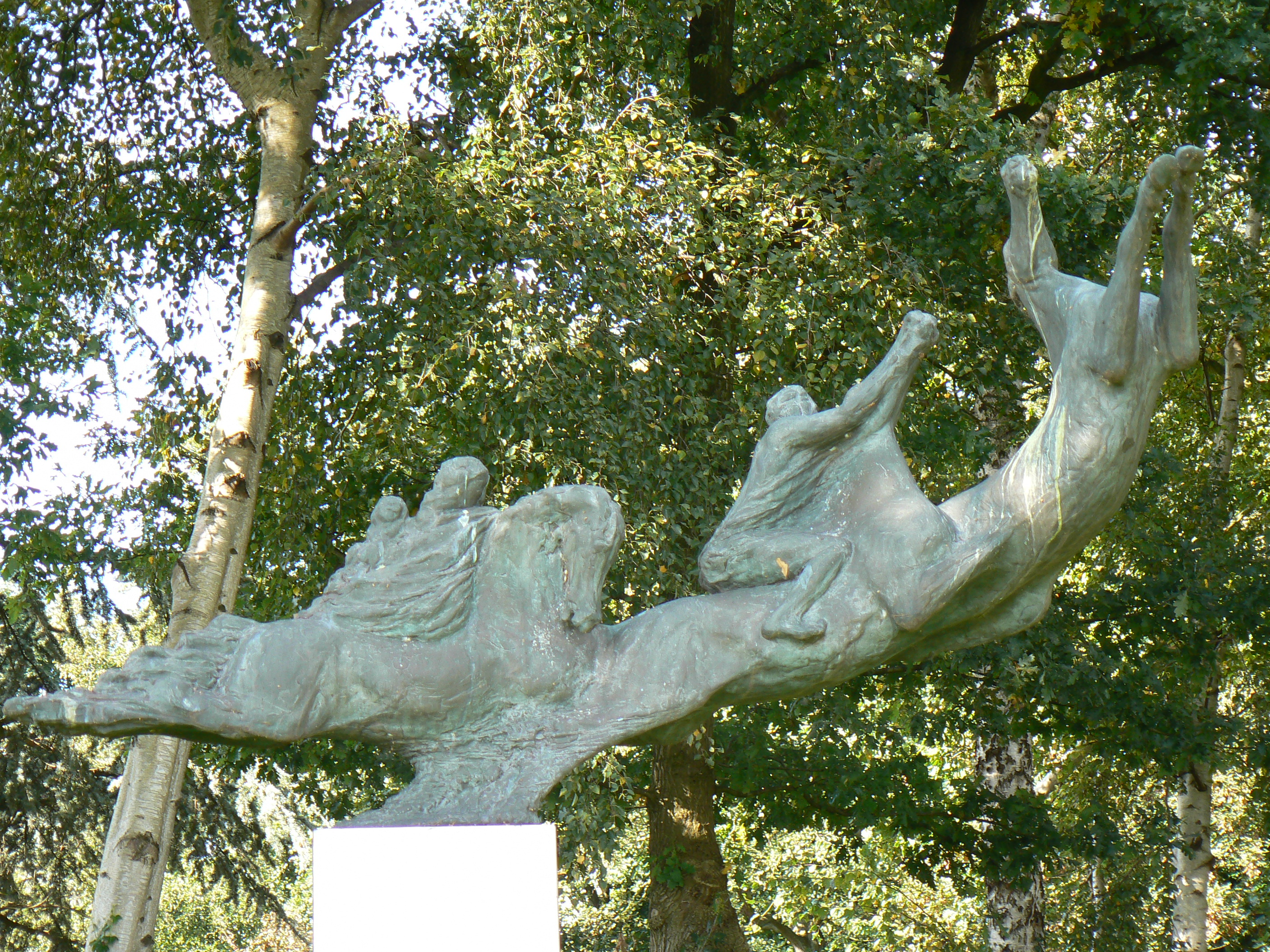
Luchtspektakel (1989), Jon Gardella
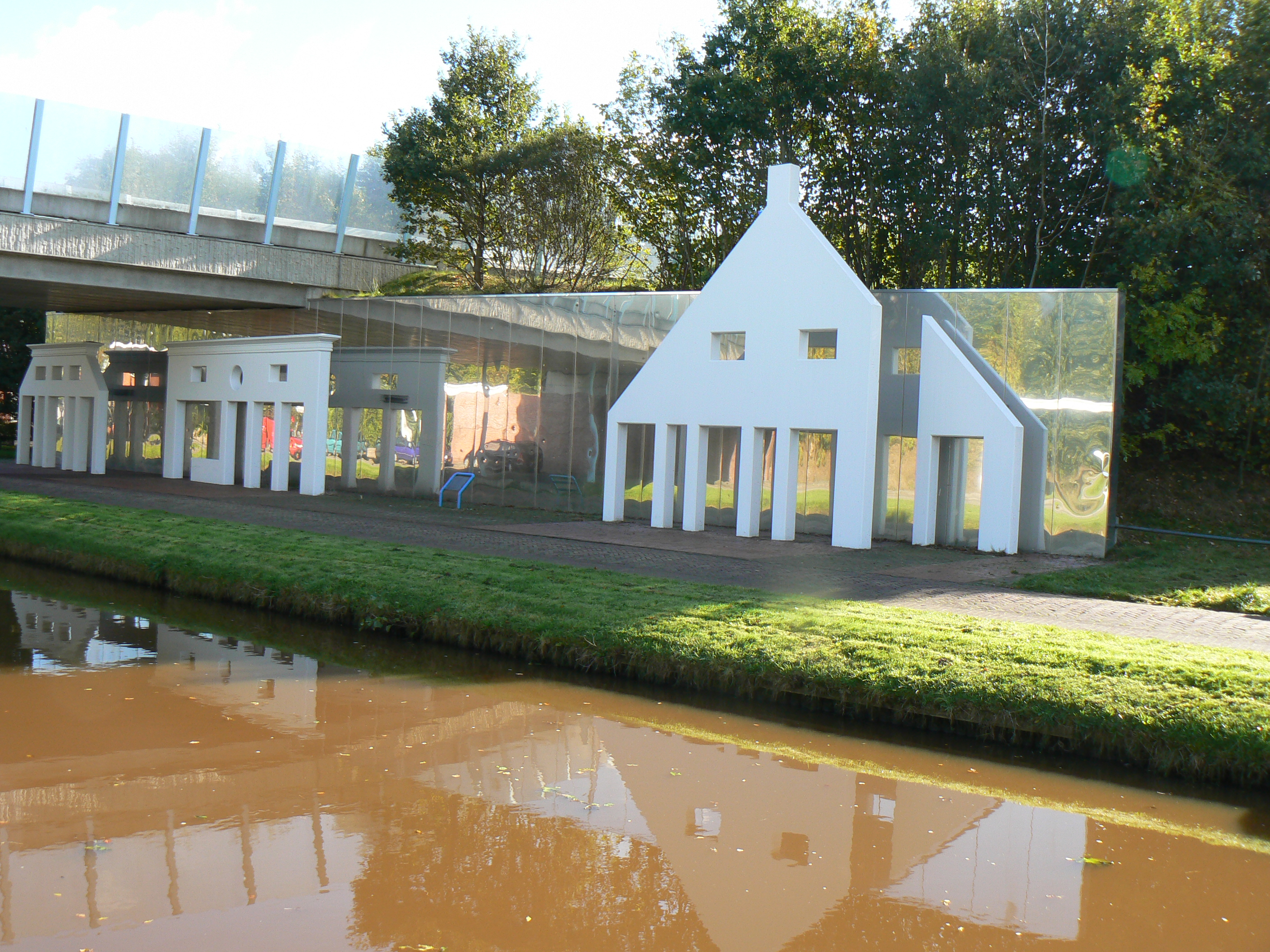
Geveltjes viaduct (1989), Jan Timmer
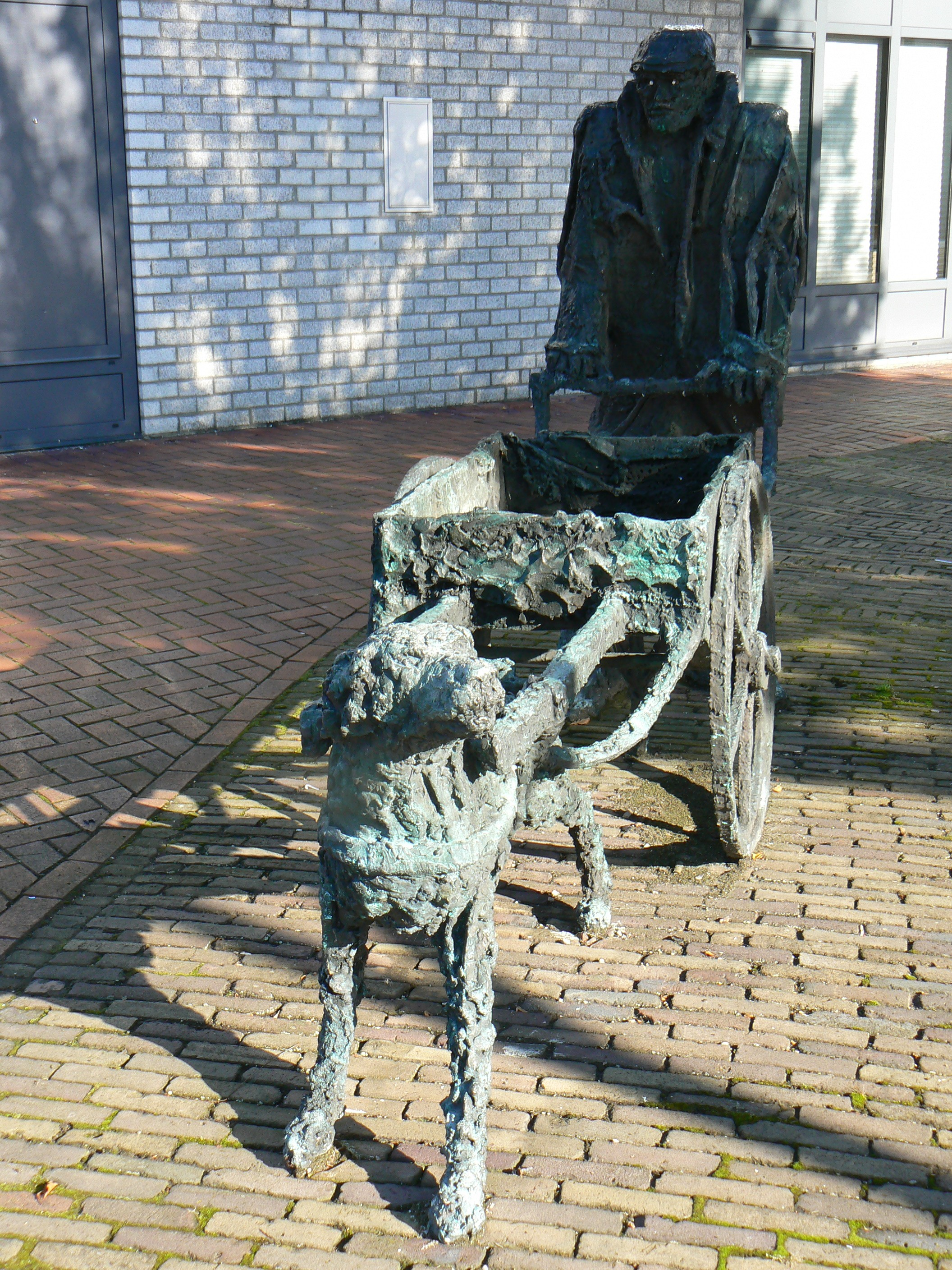
Man met hondenkar, Hans Mes

## Monumenten
- Lijst van rijksmonumenten in Pekela
- Lijst van gemeentelijke monumenten in Pekela
- Lijst van oorlogsmonumenten in Pekela

Dorpen: Boven Pekela · Nieuwe Pekela · Oude Pekela

Gehuchten: Alteveer (deels) · Bronsveen 

Buurtschappen: Doorsnee · Dwarsdiep · Hanekamp · Hoetmansmeer · Kruiselwerk · Mallemolen · Noodvlucht · Noorderkolonie · Stroobos · Wildeplaats · Zuiderkolonie

Groningen: Steden en dorpen      Nederland: Provincies · Gemeenten
Eemsdelta · Groningen · Het Hogeland · Midden-Groningen · Oldambt · Pekela · Stadskanaal · Veendam · Westerkwartier · Westerwolde

Steden en dorpen · Voormalige gemeenten · Nederland: Provincies · Gemeenten